# Themarohystrix nigrifacies
Themarohystrix nigrifacies är en tvåvingeart som beskrevs av Hardy 1986. Themarohystrix nigrifacies ingår i släktet Themarohystrix och familjen borrflugor. Inga underarter finns listade i Catalogue of Life.